# Resolució 25 del Consell de Seguretat de les Nacions Unides
La Resolució 25 del Consell de Seguretat de les Nacions Unides, aprovada el 22 de maig de 1947 després d'haver examinat la petició de la República Italiana per poder ser membre de les Nacions Unides. En aquesta resolució, el Consell va recomanar a l'Assemblea General l'acceptació d'Itàlia com a membre.
Aquesta resolució es va adoptar per 10 vots a favor. Austràlia va optar per l'abstenció.